# 8715-ös mellékút (Magyarország)
A 8715-ös számú mellékút egy bő 5 kilométer hosszú, négy számjegyű országos közút Vas vármegye területén; Jákot köti össze az északi szomszédságában fekvő Náraival.

## Nyomvonala
A 8707-es útból ágazik ki, annak a 17+250-es kilométerszelvénye közelében, Ják belterületének északi szélén, észak felé. Valamivel több, mint 2,5 kilométeren át húzódik a település határai közt, majd átlép Nárai területére. Ott kissé nyugatabbi irányt vesz, így éri el 4,2 kilométer a lakott terület déli szélét is, ahol Kossuth Lajos utca lesz a neve. A faluközpontban ér véget, beletorkollva a 8713-as útba, annak 4+750-es kilométerszelvénye közelében.
Teljes hossza, az országos közutak térképes nyilvántartását szolgáló kira.gov.hu adatbázisa szerint 5,285 kilométer.

## Települések az út mentén
- Ják
- Nárai